# Норткот, Генри, 1-й барон Норткот
Генри Стаффорд Норткот, 1-й барон Норткот (англ. Henry Stafford Northcote, 1st Baron Northcote; 18 ноября 1846, Лондон — 29 сентября 1911, Ашфорд, Кент) — британский государственный и политический деятель, третий генерал-губернатор Австралии с 21 января 1904 по 9 сентября 1908 года.

## Биография

### Молодые годы
Генри Норткоут родился 18 ноября 1846 года в Лондоне и был вторым сыном в семье консервативного политика сэра Стаффорда Норткота, позже первого графа Иддеслейга, и его жены Сесилии Фрэнсис, дочери Томаса Фаррера и сестры Томаса Фаррера, 1-й барона Фаррер. Он получил образование в Итоне и Мёртон-колледже в Оксфорде, а затем поступил на дипломатическую службу.

### Политическая карьера
Норткоут был секретарем британской делегации на переговорах о деле «Алабамы» с 1871 по 1873 год. С 1877 по 1880 год он был то личным секретарем своего отца, то канцлером казначейства. В 1880 году он был избран в Палату общин в качестве члена парламента от Эксетера, и занимал это место до 1899 года. В правительстве премьер-министра Великобритании Роберта Солсбери он занимал пост финансового секретаря военного министерства с 1885 по 1886 год, и пост генерального инспектора артиллерии с 1886 по 1888 год, когда эта должность была упразднена. В 1880 году он стал Компаньоном Ордена Бани и в 1887 году стал баронетом в Сэймуре в приходе Святого Георгия, Ганновер-сквер, в графстве Миддлсекс. После 20 лет службы, в январе 1900 года он оставил место депутата.

### На посту губернатора Бомбея
В ноябре 1899 года Норткот был назначен губернатором Бомбея, благодаря покровительству Джорджа Стефена. Он посетил королеву Викторию в Осборн-хаусе и поцеловал её руки после своего назначения в начале января 1900 года, и был возведён в звание пэра как барон Норткот 22 января 1900 года. Норткот прибыл в Бомбей, чтобы занять пост, и в тот же день стал Рыцарем — великим командором Ордена Индийской империи.

### На посту генерал-губернатора Австралии
Норткот был ещё губернатором Бомбея, когда министр колоний Джозеф Чемберлен предложил ему пост генерал-губернатора Австралии в 1903 году. Два первых генерал-губернатора, Джон Хоуп и Холлам Теннисон, находились на посту короткий срок и имели сложные отношения с премьер-министрами. И британские, и австралийские власти хотели стабильности и преемственности, и Норткоут был назначен на срок в пять лет. Его большой политический опыт произвел хорошее впечатление как на политиков, так и на общественность.
Норткоут стал первым генерал-губернатором, столкнувшимся с политической нестабильностью, при этом он обратился за советом к главному судье вновь созданного Высокого суда Австралии, сэру Сэмюэлю Гриффиту. В апреле 1904 года премьер-министр Альфред Дикин подал в отставку, и его сменили в быстрой последовательности лидер Лейбористской партии Крис Уотсон, лидер партии свободной торговли Джордж Рид, а затем снова Дикин. Уотсон и Рид просили Норткота распустить парламент, и в обоих случаях он отказался. В это время никто не сомневался, что генерал-губернатор принял правильные решения.
Как и его предшественники, Норткот видел себя в качестве представителя британского правительства, а шире — короля. Он принимал активное участие в переговорах между британскими и австралийскими правительствами в спорных торговых и транспортных вопросах, хотя его роль уменьшилась после 1906 года, когда Либеральная партия пришла к власти в Великобритании.
В 1907 году Норткот и Дикин поссорились, когда генерал-губернатор, под влиянием из Лондона, отказался дать своё согласие на законопроект, ограничивающий обращения от австралийских судов в Тайный совет Великобритании. Дикин, являясь лояльным короне, считал, что австралийские парламенты должны быть независимыми в Австралии, и прямо так и сказал Норткоту. Это побудило его объявить в феврале 1908 года, о желании уйти в отставку на год раньше. Он уехал из Австралии в сентябре. В 1904 году он стал Кавалером Большого креста Ордена Святого Михаила и Святого Георгия и в 1909 году был приведён к присяге члена Тайного совета.

### Личная жизнь и смерть
В 1873 году Норткоут женился на Элис, приёмной дочери Джорджа Стефена, 1-го барона Маунт-Стефен. Детей у них не было. Леди Норткоут стала Компаньонкой ордена Короны Индии, когда её муж стал губернатором Бомбея в 1900 году, в 1919 году стала Дамой Ордена Британской империи.
Состояние здоровья Норткота резко ухудшилось после возвращения в Англию из Австралии, и он скончался 29 сентября 1911 года в возрасте 64 лет. Баронетство окончилось за неимением потомков. Леди Норткоут умерла в июне 1934 года.